# ウォルフガング・ホルツァー
ウォルフガング・ホルツァー（Wolfgang Holzer、1420年頃 - 1463年4月15日）は、15世紀のウィーン市長。1462年から翌1463年の叛乱の首謀者とされる。

## 生涯

### 生い立ち
製パン職人のシュテファン・シュッセルシュピューラーと妻カトライの子として、1420年頃に誕生<。カトライは1434年までに製パン職人のハンス・ホルツァーと再婚した。
実父も義父も、数件の家屋をはじめとする財産を所有している裕福な環境の中、ウォルフガング・ホルツァーは中層市民的環境で育った。彼自身も、ハンガリーの親族の支援により、オーストリア及び南ドイツ地域との貿易によって富を築き、造幣所仲間の一員となる。造幣所仲間団体（Münzer-Hausgenossenschaft）は、12世紀にできた組織で、君主から貨幣製造を委託され、金融業にも従事しており、造幣所仲間は上層市民の主流層だった。

### 政治家として
ホルツァーは1446年11月30日の、ハンガリー摂政フニャディ・ヤーノシュと、対立する神聖ローマ皇帝フリードリヒ3世及びハンガリー王ラースロー5世（ラディスラウス・ポストゥムス）との講和会議において、ウィーン使節団の一員に名を連ねており、この時点で政治的な活動を行っていた。
1450年代初めはウルリヒ・フォン・アイツィングの支持者として、まだ10代のラースロー5世をフリードリヒ3世から解放するためのマイルベルク同盟において、ウィーン市民団としてフリードリヒ3世への叛乱に加担した。1452年9月4日、劣勢のフリードリヒ3世は、ラースロー5世の後見をツェリェ伯ウルリク2世に譲る。ラースロー5世側は、9月29日にホルツァーを造幣長官に任命した。
やがて、アイツィングとツェリェ伯が対立し、アイツィングはツェリェ伯を追放する。しかしラースロー5世側がフリードリヒ3世との抗争のため、ツェリェ伯を復権させたことから、アイツィング派は報復を受けることとなる。ホルツァーも1456年10月から1457年2月まで、プレスブルクに亡命した。

### ウィーンへの帰還
フニャディの病死とツェリェ伯の暗殺により、再びアイツィングがハンガリー宮廷で復権すると、1457年10月には財務長官でウィーン市長歴もあるコンラート・ヘルツラーを排除する等、ツェリェ伯派だったウィーン有力市民が排除される。
さらに、1457年11月23日、ラースロー5世が17歳で病死する。オーストリア公アルブレヒト3世の子孫（アルブレヒト系）が断絶したことで、アルブレヒト系の遺産・遺領をめぐってオーストリア公レオポルト3世の子孫（レオポルト系）の皇帝フリードリヒ3世と、その弟アルブレヒト6世、従弟ジークムントの対立が激化する。
3人がウィーンに入城する中、ヤーコブ・シュタルヒ市長以下、ウィーン市は中立を保ち、またオーストリア貴族は1458年1月に3人に対する服従を拒否することを宣言した。その結果、アイツィングは投獄され、この後1460年に死去した。最終的に、1458年6月27日、皇帝フリードリヒ3世はニーダーエスターライヒ（下オーストリア）を、アルブレヒト6世はオーバーエスターライヒ（上オーストリア）を、ジークムントは二人の領地からの収益の3分の1を得ることで合意し、ウィーンは3人の共同統治となった。
ホルツァーも1460年前半までに、造幣長官に返り咲いた。

### 叛乱と市長就任
傭兵隊長であるガマレート・フロナウアーによるフリードリヒ3世へのフェーデにより、郊外の農村は荒廃し、さらにフリードリヒ3世の貨幣政策により、ウィーン及び農村でインフレと物資不足が発生したため、フリードリヒ3世への不満は高まる一方であった。こうして、1461年、オーストリア貴族による大規模なフェーデが宣告され、貴族の期待に応えるようにアルブレヒト6世は、同年6月にウィーンを包囲し、9月に停戦が成立した池田 2014, p. 109。
ウィーンでは、クリスタン・プレンナー市長が皇帝を支持し参事会でも優勢な一方、ゲマインにおいて反皇帝派のホルツァーらが手工業者からの支持を得ていた。1462年8月19日、武装した60名の民衆とともに市庁舎を占拠し、市長及び全参事会議員や皇帝派を拘束した。このとき、皇后エレオノーレとマクシミリアン王子も王宮の一室に軟禁した。9月19日に、ホルツァーは市長に就任し、皇帝にも誠実宣誓した。
11月12日、アルブレヒト6世がウィーンに到着する。交渉の結果、アルブレヒト6世がウィーンを統治することとなり、皇帝派に略奪した財産を償還することとなった。ホルツァーは大いに不満を持ち、アルブレヒトに対し誠実宣誓するものの、再び皇帝派への掠奪を行わせた。
1463年、皇帝とアルブレヒト6世は再び戦闘を行った。4月8日、ホルツァーはアルブレヒトへの蜂起を企てるが、翌9日に失敗する。逃亡には成功したが、再起を期そうとウィーンに戻ろうとして捕らえられた。
1463年4月15日、ホルツァーは大逆罪によって、八つ裂きの刑となった。なお、アルブレヒト6世は同年12月2日に死去し、遺領はフリードリヒ3世が相続した。